# Макија ди Мауро (Фођа)
Макија ди Мауро (итал. Macchia di Mauro) је насеље у Италији у округу Фођа, региону Апулија.
Према процени из 2011. у насељу је живело 22 становника. Насеље се налази на надморској висини од 6 м.